# Recherche de trésor
Ne doit pas être confondu avec Chasse au trésor.
La recherche de trésor est une activité humaine consistant en la quête d'un supposé trésor disparu, et plus généralement, d'objets ou de matériaux précieux, comme l'or. 
Cette activité remonte à l'Antiquité (mythe des Argonautes). Au fil des siècles, elle a été réglementée, parfois même encouragée, par les États, à l'origine de régimes législatifs variés, mais que des conventions internationales établies après 1945 tentent de superviser. 
Activité d'ordre privée, elle est à distinguer des campagnes officielles de fouilles d'archéologie scientifique.

## Histoire
Confondue de nos jours avec le jeu de la chasse au trésor, cette activité s'épanouit en Occident depuis l'avènement des Grandes découvertes ; la quête de richesses animait les cohortes d'explorateurs pour des expéditions dans les zones les plus reculées, puis dans des fouilles d'épaves. Le mythe de l'Eldorado appartient à ce mouvement. 
Sur le plan des imaginaires, des romans comme par exemple Robinson Crusoé de Daniel Defoe paru en 1719, ou L'Île au trésor de Robert Louis Stevenson paru en 1883, contribuent à créer des vocations de chercheurs. C'est en grande partie en s'inspirant de l'Illiade que Heinrich Schliemann entreprit à titre privé ses premières fouilles en 1870.

### Cadre juridique
Dans la plupart des États européens, les trésors découverts dans le sous-sol appartiennent à l'État s'ils ne peuvent être attribués à une famille en particulier. Celui qui les découvre, appelé en droit, « inventeur », bénéficie d'une petite indemnité de la part de l'État. Le Conseil de l'Europe a statué sur ce cadre juridique précis dès 1981. 
En ce qui concerne les objets découverts dans les mers et les océans, toutes les traces de l'existence humaine qui sont immergées (ou étaient immergées) ont une valeur historique et archéologique. Cet héritage culturel est protégé par la Convention sur la protection du patrimoine culturel subaquatique. Afin de préserver cet héritage, seuls les scientifiques peuvent accéder, étudier et manipuler les trésors qui se trouvent dans les fonds marins.
Certains chercheurs de trésor sont spécialisés dans la recherche des trésors de famille, de type patrimonial privé.
Le Royaume-Uni a promulgué en 1996 le Treasure Act : les musées britanniques rachètent alors au prix du marché les objets découverts par les amateurs, dont un certain nombre à l'aide de détecteurs de métaux, ou d'autres types de technologies.
En France, un trésor trouvé dans le sous-sol appartient pour moitié au propriétaire du terrain, et pour moitié à l'inventeur. Pour être qualifié de trésor au sens juridique, un trésor doit être découvert « par le pur effet du hasard », de façon fortuite, donc, ce qui est également le cas dans la plupart des pays.